# Vigan
Vigan (tiếng Ilocano: Siudad ti Vigan; tiếng Tagalog: Lungsod ng Vigan; phát âm địa phương: [ˈbigän]), tên chính thức thành phố Vigan, là một thành phố của Philippines và là thủ phủ của tỉnh Ilocos Sur. Theo thống kê 2015, thành phố có 53.879 dân.
Tọa lạc ở bờ biển miền tây đảo Luzon, hướng về Biển Đông, là "Khu phố lịch sử Vigan", một di sản thế giới và là một trong số ít những đô thị Philippines còn lại mà kiến trúc xưa vẫn được lưu giữ, với những con đường lót đá cuội và những tòa nhà pha trộn giữa thiết kế bản địa và kiến trúc Tây Ban Nha thời thuộc địa. Cựu tổng thống Philippines Elpidio Quirino được sinh ra ở Vigan.
Tháng 5, 2015, Vigan xuất hiện trong danh sách New7Wonders Cities cùng với Beirut, Doha, Durban, La Habana, Kuala Lumpur và La Paz.